# Stowarzyszenie Historyków Sztuki
Stowarzyszenie Historyków Sztuki (SHS) – ogólnopolskie stowarzyszenie z siedzibą w Warszawie i 12 oddziałami terenowymi. Zrzesza historyków sztuki, osoby pracujące w tym zawodzie oraz inne osoby, realizujące cele statutowe stowarzyszenia.
Zostało założone w roku 1934 jako Polski Związek Historyków Sztuki, w 1946 przekształciło się w Związek Historyków Sztuki i Kultury, a 6 lat później w Stowarzyszenie Historyków Sztuki. 
SHS organizuje sesje, objazdy, seminaria i odczyty. Wydaje własne publikacje (zwłaszcza materiały z sesji i seminariów SHS), a od 1950 – wraz z Instytutem Sztuki PAN – „Biuletyn Historii Sztuki”. Od 1952 prowadzi Bibliotekę Stowarzyszenia Historyków Sztuki im. prof. Jana Białostockiego przy Rynku Starego Miasta 27 w Warszawie. 

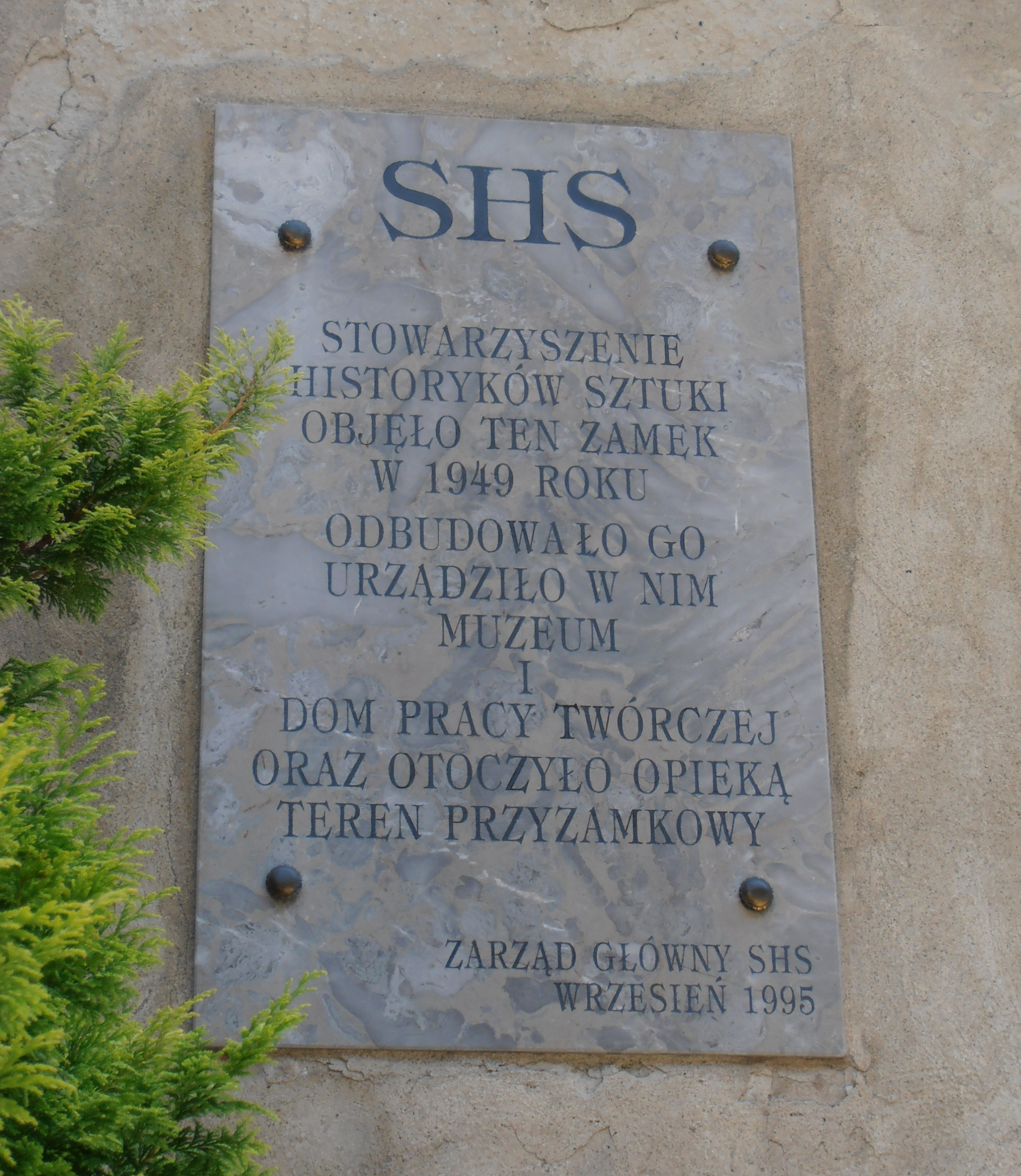
Tablica na Zamku Dunajec w Niedzicy-Zamku

Stowarzyszenie od 1949 zarządza zamkiem Dunajec w Niedzicy.

## Oddziały terenowe
- Gdańsk
- Lublin
- Łódź
- Katowice
- Kielce
- Kraków
- Poznań
- Rzeszów
- Szczecin
- Toruń
- Warszawa
- Wrocław